# Turismul în Cehia

## Statistici
5.076.000 turiști străini (în 2003), majoritatea provenind din țările învecinate (Germania, Polonia, Slovacia, Austria)
Venituri din turism: 2,94 miliarde dolari (în 2003).

## Principalele obiective turistice
Capitala, Praga - "Praga de Aur", cu o mare bogăție de monumente istorice, arhitectonice și culturale;
Valea Vltavei - cu castele, palate, stațiuni;
Carstul ceh - cu peșteri și doline;
Mausoleul de la Lidice - la nord-vest de Praga;
Boemia Occidentală - cu cele mai importante stațiuni balneoclimaterice din Cehia și totodată unele dintre cele mai importante din Europa (Karlovy-Vary, Mariánske Lažně și Františkovy Lažně);
Orașul Plzeň - catedrală din secolul al XIV-lea, Primărie din secolul al XVI-lea, celebre fabrici de bere (Pilsner Urquell), Muzeul Berii;
České Budějovice - catedrala din secolul al XIII-lea, Turnul Negru din secolul al XVI-lea, Castelul Hluboká;
Orașul-fortăreață Tabor - labirint de străzi, Turnul Rotund al castelului Kostnov (secolul al XIII-lea);
Boemia de Nord - castelele Decin (secolul XVII) și Ústí nad Labem - Střeko (secolul XIII); mănăstirea dominicană Ústí nad Labem (secolul X), stațiunea balneoclimaterică Teplice;
Moravia - orașe istorice Brno (Cetatea Špilberk, Primăria cu dragonul-mascotă Brno), Olomouc (fosta capitală a Moraviei, cu Primăria din secolul XIV, Coloana Trinității din secolul XVIII) și Kroměríž (reședința de vară a episcopilor de Olomouc, Palatul Episcopilor, Slavkov-fostul Austerlitz, Moravský Kras-lanțul morav, catedrala gotică Sfântul Petru din secolul XV).